# Éric Borel
Pour les articles homonymes, voir Borel.
Éric Borel, né le 11 décembre 1978 à Pau (Pyrénées-Atlantiques) et mort le 24 septembre 1995 à Cuers (Var), est un tueur à la chaîne français qui, à l'âge de 16 ans, a assassiné sa famille à Solliès-Pont le 23 septembre 1995 et a ensuite marché plusieurs kilomètres jusqu'au village de Cuers, où, sur son passage et durant un laps de temps très court (30 minutes environ), il a abattu douze autres personnes et en a blessé quatre. La fusillade n'a pris fin que lorsque la gendarmerie est arrivée sur les lieux. Le tireur a alors retourné son arme contre lui et a mis fin à ses jours d'une balle au milieu du front. Hors attentat terroriste, cette fusillade est la tuerie de masse la plus meurtrière en Europe, après Utøya en Norvège.

## Biographie

### Enfance et famille
Éric Borel est le fils de Marie-Jeanne Parenti et Jacques "Jacky" Borel, sous-marinier, qui travaillent tous deux dans l'armée au moment de sa naissance,. Cependant, leur liaison est assez courte, et Éric est envoyé chez ses grands-parents paternels à Limoges, où il reste jusqu'à l'âge de cinq ans entouré d'affection. Mais sa mère, qui n'a rendu visite à Éric qu'occasionnellement jusque-là, commence à cohabiter avec son nouveau compagnon Yves Bichet, père de deux fils, Franck, 23 ans et Jean-Luc, 21 ans puis, avec Marie-Jeanne, Jean-Yves, 11 ans au moment du drame. Marie-Jeanne deviendra employée à la mairie de Solliès-Pont. Yves incitera Marie-Jeanne, à renouer avec Éric et à l'amener dans sa maison de Solliès-Pont. 
L'ancien journaliste du journal Libération Bruno Masi décrit dans son livre « 8 kilomètres » la mère d'Éric Borel, Marie-Jeanne Parenti, comme étant une mère acariâtre, qui traite son fils d'« incapable », de « bon à rien » , de « fillette », « veut un garçon robuste comme la région sait en produire, des gars costauds faits pour le rugby ou le bâtiment. Éric, lui,  passe son temps à lire des histoires d'heroïc fantasy, s'imagine des mondes où elfes et chevaliers combattent au service d'une princesse qui se meurt »,.
L'enquête révèlera qu'il déclarait régulièrement ne plus supporter son foyer et qu'il en avait assez d'être chargé des travaux ménagers. Il parlait régulièrement de son souhait de rejoindre l'armée, pour suivre le chemin de ses père et grand-père et de son demi–frère de 23 ans Franck Bichet, qu'il vénérait.

### Scolarité
Jusqu'à sa mort, Éric Borel fréquentait le lycée professionnel Georges Cisson de Toulon, où il étudiait l'électromécanique ; il avait de bons résultats scolaires. Il est décrit comme un élève discipliné et calme et par sa professeure de français comme « un garçon discret, attentif, doué pour l'écriture »,. 
Éric Borel etait plutôt populaire parmi ses camarades. Il avait un ami et confident, Alan Guillemette, âgé de 17 ans. Éric et Alan fréquentaient la même classe à Toulon, ils se rendaient à l'école dans le même bus et passaient du temps ensemble après l'école, et parfois Éric jouait de la batterie dans le groupe de rock fondé par Alan, les Black Dolphins. Leur relation était inégale : Éric, un garçon timide qui ne regardait pas les autres dans les yeux, se confiait à Alan, mais Alan, plus sûr de lui, évoluait sans effort dans un cercle d'amis plus large. Il ne parlait presque jamais d'Éric à ses amis ; Alan fera partie des victimes d'Éric. 
Toutefois, la dernière année, il se produit un changement radical dans son comportement. Il ne venait pas en cours, sans autorisation et sans explication.

## Tuerie de septembre 1995

### Circonstances

#### Le 23 septembre 1995
En début d'après-midi du samedi 23 septembre 1995, au domicile de sa mère , de son beau-père et de son demi petit frère à la Traverse des Aiguiers à Solliès-Pont, Éric Borel, armé d'une carabine .22 Long Rifle, commence par abattre avec fureur son beau-père Yves Bichet, son demi-petit frère Jean-Yves Bichet, puis sa mère Marie-Jeanne Parenti tout juste revenue de la messe. Il assène par la suite aux dépouilles des coups de marteau avant de nettoyer les traces de sang et de dissimuler les corps sous des draps,. Les corps seront retrouvés par un autre frère qui avait contacter les pompier ,le pompier Eric MOLINARI rentra avec le frère et avec les gendarme ,Eric MOLINARI découvrit le demi petit frère et le beau père avec une balle dans la tête et le crâne éclater , dans la nuit suivante par un fils d'Yves Bichet, Jean-Luc,. 
Après avoir quitté le domicile familial, le jeune homme parcourt plusieurs kilomètres à pied et passe la nuit du 23 au 24 septembre près d'un ruisseau juste à côté de la caserne des pompiers, à Solliès-Pont. Les enquêteurs retrouveront sur place un sac rempli d'effets personnels, des vêtements et une cinquantaine de cartouches. 

#### Le 24 septembre 1995
Au petit matin du dimanche 24 septembre 1995, Éric se rend devant le domicile de son meilleur ami de lycée, Alan Guillemette, et propose à ce dernier de fuguer avec lui. Son ami refuse catégoriquement et Éric, vexé de l'annonce, lui assène une balle dans le dos. Alan sera transporté à l'hôpital de la Timone de Marseille dans un état préoccupant et succombera à ses blessures,.
Par la suite, Éric Borel, carabine en main, poursuit son parcours macabre dans le village voisin de Cuers et tire au hasard sur des passants dans plusieurs rues du centre-ville pendant une trentaine de minute. Il a tiré sur Ginette Vialette et sur ses voisins Denise et Jean Otto, tuant sur le coup les deux femmes et blessant l'homme. Puis il est passé devant la maison des Laugiero, deux retraités, et a tiré à travers la porte vitrée. Jeanne Laugiero, 68 ans, a été grièvement blessée, et son mari Félix, 82 ans, également blessé. Arrivé au coeur du village, il a abattu Mario Pagani, 75 ans, devant la Maison de la presse où il venait d'acheter son journal. Puis, dans la rue voisine, Mohammed Maarad, un maçon de 41 ans, puis Andrée Coletta, 65 ans, qui promenait son chien près du boulodrome. Et un couple qui passait devant la Caisse d'épargne. D'autres encore, blessés plus ou moins gravement, jusqu'à Pascal Mostacchi, un garçon de son âge, qu'il abat sur un parking. Tous tombent sous les balles. La folie meurtrière d'Éric Borel s'arrêtera non loin du collège La Ferrage de Cuers où, encerclé par les gendarmes, il se tirera une balle dans la tête.

### Enquête
En premier lieu, l'enquête se tourne vers Jean-Luc Bichet, 21 ans, fils cadet d'Yves Bichet qui a découvert les corps et alerté la police. Étudiant à Antibes, il revenait occasionnellement le week-end chez son père. Lors des interrogatoires, il s'est empêtré dans beaucoup de contradictions avant que les enquêteurs n'apprennent l'absence du beau-fils Éric. Jean-Luc pensera même à la culpabilité de son père Yves, baigné dans les milieux radicaux de droite et néo-nazis. 
De nombreux rapports[évasif] ont décrit que les murs de la chambre d'Éric étaient couverts de documents et d'inscriptions faisant référence au nazisme : une photo d'Adolf Hitler découpée dans un journal, des graffitis affichant une croix gammée sur sa porte, quelques livres sur la Seconde Guerre mondiale, et l'opération Barbarossa. Des rumeurs[évasif] selon lesquelles il sympathisait avec les idéologies fascistes s'étendent rapidement. 
Dans la semaine précédant le drame, Éric avait confié à des camarades de lycée des mots comme « j'en ai assez » ou « Je vais me suicider, mais pas avant d'avoir tué deux ou trois personnes ». 
Les enquêteurs se sont également tourné vers la piste sentimentale ou d'une déception amoureuse qui aurait pu conduire au drame. Une jeune fille de Cuers a raconté qu'Éric lui avait parlé de sa relation avec une demi-sœur nommée Caroline, une fille de son beau-père Yves, qui était censée être sa petite amie enceinte. Toutefois, cette demi-sœur en question n'existait pas, tout comme il n'était pas vrai que son père était décédé d'un cancer peu de temps avant le massacre. Il s'invente des conquêtes amoureuses, ce qui confirme son caractère affabulateur,.
Le fils aîné d'Yves Bichet, Franck, décrit Éric comme un garçon particulièrement renfermé, mais ne semblait être ni brisé ni particulièrement malheureux d'avoir quitté ses grands-parents de Limoges et de suivre sa mère. Il pense plutôt que cette dernière, qu'il décrit comme « dure et extérieurement pieuse » a probablement détruit psychologiquement le jeune Éric. 
Le psychiatre en criminologie Jacques Leyrie, évoque une forme de schizophrénie, après étude.

### Victimes
En l'espace de deux jours, les 23 et 24 septembre 1995, Éric Borel aura tué quinze personnes.
- Yves Bichet, 48 ans[14], son beau-père.
- Marie-Jeanne Parenti, 36 ans, sa mère.
- Jean-Yves Bichet, 11 ans, son demi-frère.
- Alan Guillemette, 17 ans, un de ses amis.
- Marius Boudon, 59 ans[15]
- Andrée Coletta, 65 ans[16]
- Rudolphe Incorvaia, 59 ans[17]
- Jeanne Laugiero, 68 ans
- Mohammed Maarad, 41 ans[18]
- Pierre Marigliano, 68 ans
- Pascal Mostacchi, 15 ans[19]
- Denise Otto, 77 ans
- Mario Pagani, 81 ans[20]
- André Touret, 62 ans[21]
- Ginette Vialette, 48 ans[22]

14 ans après le drame, en 2009, la municipalité érige une stèle commémorative en hommage aux victimes, mentionnant : «Passant, sache que rien ne justifie la mort d'innocents. N'oublions jamais le 24 septembre 1995»,,.

### Émissions télévisées et radiophoniques
- « La tuerie de Cuers », dans Affaires criminelles sur NT1, diffusé le 24 janvier 2010.
- « Éric Borel : 16 ans, 19 victimes », dans Coupable ou non coupable ? sur RMC BFM Play[25].
- « Tuerie de Cuers : la folie meurtrière d'un adolescent de 16 ans » dans l'heure du crime de Jacques Pradel, en podcast sur RTL, le 8 janvier 2020[26].
- « La sanglante tuerie de Cuers » Épisode 3 du podcast « Natural Born Killer », sur France Inter, le 19 octobre 2020[27].
- «les 15 MEURTRES de cet ADO, ont HORRIFIÉ la FRANCE : Le cas Eric Borel», chaîne Youtube de McSkyz, Octobre 2024.